# Fortführungsprinzip
Das Fortführungsprinzip (auch Going-Concern-Prinzip oder Grundsatz der Unternehmensfortführung) ist ein Begriff aus dem Rechnungswesen und besagt, dass bei der Bewertung von Bilanzpositionen von der Fortführung der Unternehmenstätigkeit ausgegangen wird, sofern weder tatsächliche noch rechtliche Gegebenheiten dieser Annahme entgegenstehen. Darüber hinaus spielt der Begriff auch in der Unternehmensbewertung eine Rolle.

## Allgemeines
In Deutschland wurde durch das Bilanzrichtliniengesetz vom 19. Dezember 1985 (BGBl. I S. 2355), das am 1. Januar 1986 in Kraft getreten ist, das Fortführungsprinzip (englisch going-concern principle), schon vorher anerkannter Grundsatz ordnungsgemäßer Buchführung, im § 252 Abs. 1 Nr. 2 HGB normiert: „Bei der Bewertung ist von der Fortführung der Unternehmenstätigkeit auszugehen, sofern dem nicht tatsächliche oder rechtliche Gegebenheiten entgegenstehen.“ Die Vorschrift behandelt die Bewertung der Aktiva und Passiva nach Grundsätzen der Unternehmensfortführung, während diese bei der Bilanzierung allgemein als nicht kodifizierter Grundsatz gilt.
Die Unternehmensfortführung gehört zu den Konzeptions- oder Systemgrundsätzen. Das sind Grundbedingungen, auf denen die Konzeption des Jahresabschlusses beruht. Neben der Unternehmensfortführung gehören hierzu noch der Grundsatz der Einzelerfassung und -bewertung und das Prinzip der Pagatorik (Zahlungsverrechnung, Nominalwertprinzip).

## Handels- und Steuerbilanz
Das Prinzip der Unternehmensfortführung gilt nicht nur nach § 252 Abs. 1 Nr. 2 HGB für die Handelsbilanz, sondern auch für die Steuerbilanz. Hier ergibt sich der Grundsatz aus § 6 Abs. 1 Nr. 1 Satz 3 EStG, wonach bei der Ableitung des Werts eines Wirtschaftsguts von der Fortführung des Unternehmens auszugehen ist. In der Handels- und Steuerbilanz dürfen keine Liquidationswerte angesetzt werden; vielmehr sind die Vermögensgegenstände mit ihren fortgeführten Anschaffungs- oder Herstellungskosten anzusetzen. Bei den Schulden dürfen entsprechend keine Verpflichtungen passiviert werden, die ausschließlich bei einer Auflösung eines Unternehmens entstehen (Rückstellungen für einen Sozialplan). Dabei sind wertbegründende und werterhellende Ereignisse zwischen dem Bilanzstichtag und der Erteilung des Testats zu berücksichtigen. Die Annahme von der Unternehmensfortführung gilt so lange, wie nicht tatsächliche (z. B. schwerwiegende wirtschaftliche Schwierigkeiten) oder rechtliche Gegebenheiten (z. B. eingeleitetes Insolvenzverfahren, existenzbedrohende Prozessrisiken) entgegenstehen. Diese Gegebenheiten müssen so konkret sein, dass eine Beendigung der Unternehmenstätigkeit zu erwarten ist (Einleitung des Insolvenzverfahrens, Auflösungsbeschluss der Gesellschafter oder ein behördliches Produktionsverbot). Die dauerhafte Illiquidität könnte gegebenenfalls der Unternehmensfortführung entgegenstehen.

## Rechtsgrundlagen
Es handelt sich um einen fundamentalen Bilanzierungsgrundsatz, der sowohl § 252 Abs. 1 Nr. 2 HGB als auch IAS 1.25, F.23 und den US-GAAP (CON 1.42) zugrunde liegt. Konkretisierungen finden sich u. a. in Ausführungen von Richtlinien des Institut der Wirtschaftsprüfer, die allerdings keinen Charakter einer gesetzlichen Norm haben.

### Beurteilung nach IDW PS 270
Das Institut der Wirtschaftsprüfer in Deutschland e. V. (IDW) legt in diesem IDW-Prüfungsstandard die Berufsauffassung dar, nach der Wirtschaftsprüfer unbeschadet ihrer Eigenverantwortlichkeit bei einer Abschlussprüfung die Einschätzung der gesetzlichen Vertreter des bilanzierenden Unternehmens zur Fortführung der Unternehmenstätigkeit beurteilen.
Der IDW PS 270 Tz. 11 führt dazu weiter aus:
„Die im Folgenden beispielhaft genannten Umstände können einzeln oder zusammen mit anderen die gesetzlichen Vertreter daran zweifeln lassen, ob die Fortführung der Unternehmenstätigkeit möglich sein wird. Dies bedeutet jedoch nicht, dass bei Vorliegen eines oder mehrerer dieser Umstände immer notwendigerweise davon ausgegangen werden muss, dass ernsthafte Zweifel an der Fortführung der Unternehmenstätigkeit bestehen. So können die Zweifel etwa dadurch aufgehoben sein, dass negative Umstände durch andere positive Gegebenheiten teilweise oder vollständig kompensiert werden.
Finanzielle Umstände
- In der Vergangenheit eingetretene oder für die Zukunft erwartete negative Zahlungssalden aus der laufenden Geschäftstätigkeit,
- Die Schulden übersteigen das Vermögen oder die kurzfristigen Schulden übersteigen das Umlaufvermögen,
- Kredite zu festen Laufzeiten, die sich dem Fälligkeitsdatum nähern, ohne realistische Aussichten auf Verlängerung oder Rückzahlung,
- Übermäßige kurzfristige Finanzierung langfristiger Vermögenswerte,
- Anzeichen für den Entzug finanzieller Unterstützung durch Lieferanten oder andere Gläubiger,
- Ungünstige finanzielle Schlüsselkennzahlen,
- Erhebliche Betriebsverluste oder erhebliche Wertminderungen bei betriebsnotwendigem Vermögen,
- Ausschüttungsrückstände oder Aussetzen der Ausschüttung,
- Unfähigkeit, Zahlungen an Gläubiger bei Fälligkeit zu leisten,
- Unfähigkeit, Darlehenskonditionen einzuhalten,
- Lieferantenkredite stehen nicht mehr zur Verfügung,
- Unmöglichkeit, Finanzmittel für wichtige neue Produktentwicklungen oder andere wichtige Investitionen zu beschaffen,
- Unfähigkeit, Kredite ohne Sicherheitenstellung von außen zu beschaffen,
- Einsatz von Finanzinstrumenten außerhalb der gewöhnlichen Geschäftstätigkeit,
- Angespannte finanzielle Situation im Konzernverbund.

Betriebliche Umstände
- Ausscheiden von Führungskräften in Schlüsselpositionen ohne adäquaten Ersatz,
- Verlust eines Hauptabsatzmarktes, Verlust von Hauptlieferanten oder wesentlichen Kunden bzw. Kündigung von bedeutenden Franchise-Verträgen,
- Gravierende Personalprobleme,
- Engpässe bei der Beschaffung wichtiger Vorräte,
- Nicht ausreichend kontrollierter Einsatz von Finanzinstrumenten.

Sonstige Umstände
- Verstöße gegen Eigenkapitalvorschriften oder andere gesetzliche Regelungen,
- Anhängige Gerichts- oder Aufsichtsverfahren gegen das Unternehmen, die zu Ansprüchen führen können, die wahrscheinlich nicht erfüllbar sind,
- Änderungen in der Gesetzgebung oder Regierungspolitik, von denen negative Folgen für das Unternehmen erwartet werden.“

### Unternehmensfortführung in internationalen Vorschriften
IAS 1.25 verlangt vom bilanzierenden Unternehmen eine Beurteilung der Unternehmensfortführung auf Grundlage des Going-Concern-Prinzips. Dazu muss der Jahresabschluss auf diesem Prinzip aufbauen. 1.26 verlangt im Hinblick auf die Unternehmensfortführung einen zwölfmonatigen Prognosezeitraum nach dem Bilanzstichtag. Es ist von der Unternehmensfortführung auszugehen, wenn diese für einen Zeitraum von mindestens einem Jahr nach dem Bilanzstichtag sichergestellt ist. Eine detaillierte Analyse kann danach unterbleiben, wenn das Unternehmen auf eine profitable Historie zurückblicken kann und sofortigen Zugang zu liquiden Mitteln hat. Es handelt sich mithin um eine komplexe Prognoseentscheidung. Fällt sie negativ aus, ist eine Going-Concern-Prämisse nicht mehr aufrechtzuerhalten.
Die International Standards on Auditing (ISA) 570 behandeln die Überprüfung des „going concern“ geschlossen in einem eigenen Standard. In ISA 570.10 wird zunächst klargestellt, dass der Bestätigungsbericht keine Garantie für die Überlebensfähigkeit eines Unternehmens darstellt. Der Überprüfungszeitraum ist in 570.4 – unter Berufung auf IAS 1.23 und 1.24 – auf die vorhersehbare Zukunft eingeschränkt; das sind die nächsten zwölf Monate nach Abschlusstag. 570.8 zählt beispielhaft Risikoindikatoren auf, 570.9 ff. macht Vorschläge für Prüfungshandlungen und Diskussionen mit dem Management. 570.33 ff. unterscheidet drei Fallgruppen:
- uneingeschränkter Bestätigungsvermerk (englisch unqualified opinion) nach IAS 570.33: angemessene und ausreichende Nachweise für die Annahme der Going-Concern-Prämisse sind vorhanden;
- Negativvermerk (englisch adverse opinion) nach IAS 570.34/34: wenn die Annahme des going concern so wesentlich und weitgehend den Jahresabschluss beeinflusst, dass dieser irreführend ist;
- uneingeschränkter Bestätigungsvermerk mit Ergänzung (englisch emphasis of matter paragraph) nach IAS 570.33: wenn die Frage der Unternehmensfortführung wesentliche Ungewissheiten in sich birgt und der Jahresabschluss dies adäquat zum Ausdruck bringt. Die Fortbestandsprognose muss sämtliche key financials des Unternehmens erfassen.

## Auswirkungen
Die Prüfung des Going-Concern-Prinzips ist integrierter Bestandteil des Bestätigungsvermerks. Der Wirtschaftsprüfer hat nach § 322 Abs. 2 Satz 3 und 4 HGB auch auf Risiken, die den Fortbestand des Unternehmens oder einer wesentlichen Tochtergesellschaft gefährden, hinzuweisen. Damit umfasst das Testat nicht nur vergangenheitsbezogene Urteile eines Abschlussprüfers, sondern befasst sich auch mit existenziellen Fragen in der näheren Zukunft. Dennoch erhält dadurch das Testat keine Garantiequalität im Hinblick auf die Überlebensfähigkeit des testierten Unternehmens. Kapitalgesellschaften müssen im Zweifel auf Tatbestände zur Unternehmensfortführung im Lagebericht hinweisen (§ 289 Abs. 2 Nr. 2 HGB).
Die Berichterstattung des Prüfers im Bestätigungsvermerk steht zudem früh im Verdacht, ihrerseits Auswirkungen auf die Unternehmensfortführung zu haben. Das wäre konzeptionell dann der Fall, wenn einzelne Unternehmen nur deshalb zusammenbrechen, weil der Abschlussprüfer etwa einen uneingeschränkten Bestätigungsvermerk mit Ergänzung nach ISA 570.33 (sog. Going Concern Opinion) abgegeben hat. Für diesen möglichen Wirkungszusammenhang hat sich der Begriff der selbsterfüllenden Prophezeiung bis zum heutigen Tag in Forschung und Praxis eingebürgert. In der empirischen Prüfungsforschung sind die Befunde jedoch gemischt. Der vermutete Effekt ist insbesondere dann zu beobachten, wenn das betroffene Unternehmen vergleichsweise groß oder die Managementkompetenz bei dem Unternehmen eher gering ist. Umfangreiche Forschungsüberblicke finden sich bei Carson et al. (2013) sowie bei Heinrichs (2019).